# Mendelejewo (Moskau)
Mendelejewo (russisch Менделеево) ist eine Siedlung städtischen Typs in der Oblast Moskau mit 7927 Einwohnern (Stand 14. Oktober 2010).

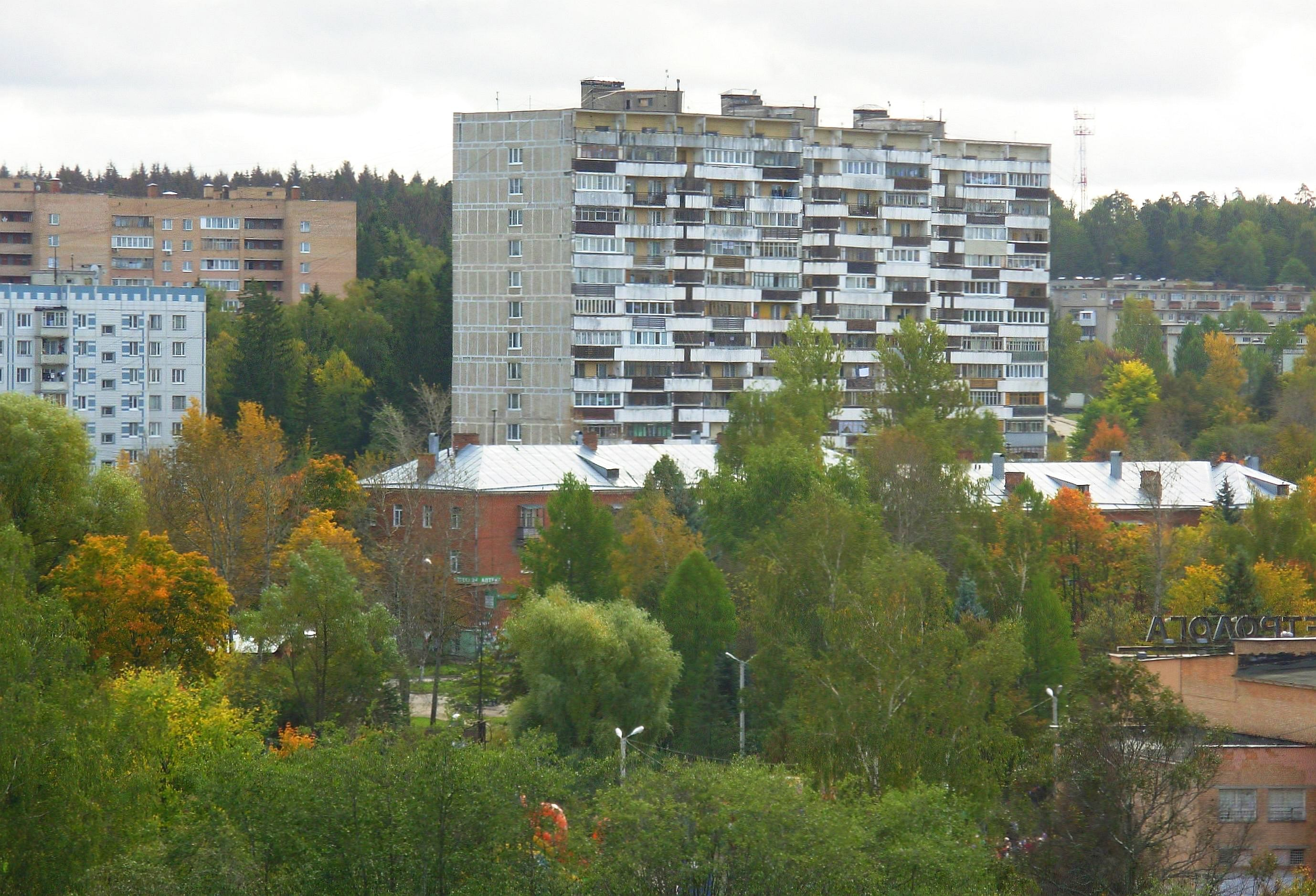
Wohnblocks in Mendelejewo

Der Ort liegt 40 km Luftlinie nordwestlich des Zentrums von Moskau am Fluss Kljasma. Er wurde 1957 gegründet und nach dem Chemiker Dmitri Mendelejew benannt. 1965 wurde der Status einer Siedlung städtischen Typs verliehen.
Mendelejewo wurde bekannt als Standort des nationalen Instituts für Metrologie (WNIIFTRI), das die gesetzliche Zeit feststellt und verbreitet (Zeitzeichensender RWM). Am Ort befindet sich eine Monitoring-Station des SDKM-Systems.

Mendelejewo bildet eine gleichnamige Stadtgemeinde, zu der neben der Siedlung noch das nördlich anschließende Dorf Ljalowo und die westlich gelegene Siedlung Krasny Woin („Roter Krieger“) gehören. Die Gemeinde erstreckt sich über 718 ha, von denen 301 ha (41,9 %) besiedelt sind, 48 ha (6,7 %) landwirtschaftlich genutzt werden, 169 ha (23,5 %) Industrieflächen und 200 ha (27,9 %) Waldflächen darstellen.
Bevölkerungsentwicklung
| Jahr | Einwohner |
| ---- | --------- |
| 1970 | 5251      |
| 1979 | 8204      |
| 1989 | 9172      |
| 2002 | 8030      |
| 2010 | 7927      |

Anmerkung: Volkszählungsdaten